# Лебедев, Михаил Иванович (полковник)
Михаил Иванович Лебедев (1888—1946) — активный участник Первой мировой войны и Белого движения на Юге России, командир бронепоезда «Офицер», полковник.

## Биография
Родился в Дагестанской области, второй сын в семье поручика Ивана Михайловича Лебедева (1861-1912). Внук отставного унтер-офицера. Младший брат расстрелянного в январе 1920 г. по обвинению в подготовке вооруженного восстания в Петрограде Георгия Ивановича Лебедева (1884-1920), бывшего полковника-артиллериста, исполнявшего в 1919 г. должность Инспектора артиллерии Петроградского военного округа. Их младший брат – генерал-майор инженерных войск Пётр Иванович Лебедев (1889-1953), кадровый офицер-сапёр, выпускник Военно-инженерной академии 1918 г., в годы Гражданской войны – начальник военно-инженерных управлений ряда военных округов, после её окончания – преподаватель Военно-инженерной академии им. Куйбышева. Имеется разночтение в дате рождения М.И. Лебедева. В его документах, отложившихся в РГВИА, указывается дата «13 января 1888 г.» Однако в учётных документах эмигрантского Союза русских шоферов такси во Франции, а также во всех сохранившихся послужных списках его отца, указывается другая дата рождения М.И. Лебедева – 12 января 1888 г.. 

### Русская императорская армия
Окончил Симбирский кадетский корпус (1905) и Михайловское артиллерийское училище (1908) 1-му разряду, откуда был выпущен подпоручиком в 35-ю артиллерийскую бригаду (младший офицер 8-й батареи), г. Рязань. В июле 1909 г. переведён в управление 3-го дивизиона и утверждён в должности адъютанта дивизиона. 1 ноября 1913 г. назначен старшим адъютантом штаба 35-й пехотной дивизии. С января по май 1914 г. временно исполнял должность начальника штаба дивизии.
Произведен в поручики 3 сентября 1910 года, в штабс-капитаны — 31 августа 1914 года.
На фронте Первой мировой войны с лета 1914 г. На 1914 г — старший адъютант штаба 35-й пехотной дивизии в составе 17-го Армейского корпуса 5-й Армии (4-й Армии, с 10 октября по 15 ноября 1914 г.) Юго-Западного фронта. За отличия в боях с 15 августа по 1 декабря 1914 г. (в т. н. «1-й Галицийской битве», при форсировании р. Висла близ Козниц, в боях у р. Ниде) награждён орденами Св. Анны 4-й ст. с надписью «За храбрость», Святого Станислава 3-й ст. с мечами и бантом, орденом Св. Владимира 4-й ст. с мечами и бантом, Св. Анны 2-й ст. с мечами и Св. Станислава 2-й ст. с мечами. В бою на прусской границе у посада Янов Плоцкой губернии (ныне Янув-Подляский Бяльского повята Люблинского воеводства) 4 ноября 1914 г. был контужен в голову и через несколько дней эвакуирован в одесский госпиталь Каспаровской общины сестёр милосердия Российского общества Красного Креста.
Во исполнения положения, в соответствии с которым «эвакуированный с театра войны за ранами и болезнями … по истечении 6-и недель со дня выбытия отчисляется от занимаемой должности», 3 января 1915 г. приказом по дивизии он был отчислен от занимаемой должности старшего адъютанта штаба дивизии в 35-ю артиллерийскую бригаду. Прибыл из госпиталя в бригаду 8 января 1915 г. и назначен старшим офицером 3-й батареи, в рядах которой был награждён орденом Святой Анны 3-й ст. с мечами и бантом. В июле 1915 г. «откомандирован в штаб Одесского военного округа для назначения старшим офицером батареи во вновь сформированных артиллерийских частях». Назначен старшим офицером 3-й батареи 105-го артиллерийского дивизиона (впоследствии преобразованную в 6-ю батарею 2-го дивизиона Сводной Пограничной артиллерийской бригады. В 1916 г. за боевые заслуги [то есть досрочно] был произведён в капитаны со старшинством от 15 июня 1916 г..
20 ноября 1916 г. капитан М. Лебедев вступил в должность штатного командующим 3-й батареей 17-го лёгкого мортирного артиллерийского дивизиона 2-го Сибирского армейского корпуса.

### От февраля до октября 1917 г.
В боевой аттестации М. Лебедева в марте 1917 г. командир дивизиона полковник Трагер отмечал:
… Военное дело и в частности артиллерийское знает прекрасно и очень им интересуется. В высшей степени энергичен, подвижен, обладает сильной волей, очень требователен и прежде к самому себе. Всегда проявляет собственный разумный и полезный почин. Все, даваемые ему поручения, исполняет блестяще ... Очень самолюбив ... В боевой обстановке храбр, спокоен, рассудителен и всегда увлечёт за собою часть. Имеет опыт в командовании батареей, к каковой должности подготовлен в полной мере. Справится и с дивизионом. Считаю офицером выдающимся.
За храбрость, проявленную в ходе Рижской операции Северного фронта в августе 1917 г., последней операции Первой мировой войны на русском фронте, награждён Георгиевским крестом 4-й ст. с серебряной лавровой ветвью.
ЛЕБЕДЕВ Михаил Иванович — 17 легкий мортирный арт. дивизион, капитан. За то, что в бою 19 августа 1917 в лесу Лапс, находясь на правом наблюдательном пункте батареи в передовых окопах пехоты с 7 часов до 24 часов, под непрерывным ураганным артиллерийским, ружейным и пулеметным огнем, содействовал стрельбой батареи своей пехоте. В 14 часов два германских бомбомета открыли сильный разрушительный огонь по нашей передовой пехотной заставе № 3, выводя из строя занимавшую ее пехоту, последние, не будучи в силах дольше держаться, попросили батарею привести к молчанию бомбометы. Командир батареи направил туда 1 взвод, но стрелять с пункта не было возможности, т.к. пункт, находясь под ураганным артиллерийским огнем противника, был сплошь затянут дымом, тогда командир с одним телефонистом, выйдя вперед своих проволочных заграждений на линию пехотных секретов, стал корректировать огонь батареи по этим бомбометам, среди осколков от беспрерывно рвавшихся кругом снарядов и всюду жужжащих пуль, так как этот участок находился под сильным ружейным и артиллерийским огнем. Быстрой и хладнокровной стрельбой командир в течение нескольких минут привел бомбометы к молчанию, и потом окончательно вывел из строя и уничтожил, о чем с благодарностью донесла занимавшая заставу пехота. Воротясь на наблюдательный пункт, через час после этого, он открыл беглый огонь по наступающим густым колоннам немцев на целях №№ 6 и 7. Вместе с другими батареями окончательно уничтожив всех вышедших из окопов немцев, он перенес огонь на цель № 13, где немцы одновременно начали атаку. Ведя заградительный огонь, он отрезал дорогу немцам к своим окопам. Немцы, которые не имея возможности скрыться в окопы, были уничтожены нашим ружейным и пулеметным огнем пехоты. В бою 21 августа 1917 у оз. Иегель, находясь на наблюдательном пункте впереди своих пехотных окопов, он вел огонь по подходящим колоннам противника. Несмотря на все более усиливающийся ружейный огонь и на то, что был контужен в правую ногу осколком вблизи разорвавшегося снаряда, вплоть до получения приказа о снятии батареи (вследствие чего батарея ушла последней из всех батарей участка), до конца поддерживая свою пехоту. Во время отхода батареи с позиции у оз. Иегель по Псковскому шоссе, 22 августа 1917 батарея двинулась среди других батарей и обоза, которыми шоссе было занято сплошь; близь Хинценберга в идущих колоннах начало все больше и больше расти волнение, которое вызывалось сильными взрывами сзади, потом сзади стали видны приближавшиеся шрапнельные разрывы, тогда началась паника. Обозы начали скакать, не считаясь ни с дорогой, ни с другими повозками и началась беспорядочная стрельба пехоты со всех сторон. Слышались крики: «Кавалерия нас окружает», и тогда паника передалась ездовым батареи. Некоторые запряжки начали скакать, некоторые ездовые отпрягали ящики и орудия, в соседних батареях происходило то же самое и два наших орудия были сдвинуты с шоссе в топкое болото, где и застряли. Командир батареи, находясь все время верхом среди своей батареи, своим личным примером и словами воодушевляя и успокаивая батарею, подозвал лично мимо бегущую пехоту и после долгих усилий ему удалось вытащить на шоссе застрявшее орудие. Дальше продолжать движение было трудно, паника все усиливалась, близко рвались снаряды и кругом свистели пули; на шоссе стоял настоящий ад и среди этого ада он действовал своей неустрашимой храбростью на окружающих, способствовал прекращению паники не только на своей батарее, но и в мимоидущих батареях, обозах и командах. Крест с лавровой веткой.
C 9 октября по 4 декабря 1917 г. временно командующий дивизионом. Убыв 5 декабря 1917 г. в краткосрочный отпуск, он уже в дивизион не возвратился.

### В годы Гражданской войны
С началом Гражданской войны вступил в Добровольческую армию. Достоверных данных о службе до осени 1918 г. нет, в но по воспоминаниям членов команды лёгкого бронепоезда (БЕПО) «Офицер» в 1918 году — полковник. В конце ноября - первой половине декабря 1918 г. полковник Лебедев, вместо заболевшего командира БЕПО «Офицер» полковника Ионина, вступил в исполнение его обязанностей, а 18 февраля 1919 г. стал командиром бронепоезда. Однако, уже 21 февраля во время боя бронепоезда с двумя красными бронепоездами около станции Вергилеевка Южных железных дорог, к северу от станции Дебальцево, находившийся на наблюдательном пункте Лебедев был ранен. Вернулся к исполнению обязанностей командира БЕПО «Офицер» только 3 июня 1919 г.
Документального подтверждения даты производства М.И. Лебедева в чин «полковник» не обнаружено. Некоторые историки считают, что чин «полковник» ему был присвоен приказом Главнокомандующего Вооружёнными Силами на Юге России от 27 января 1919 г. № 171. Однако, в приказе, со ссылкой на приказ военведа 1915 г. № 681, говорится только об установлении ему старшинства – с 27 сентября 1918 г. Приказ № 681 вводил в русской армии «Правила о порядке осуществления преимуществ, Высочайше дарованных в 23 день Декабря 1915 года строевым офицерским чинам действующей армии, состоящим в частях армейской и гвардейской кавалерии и полевой артиллерии: лёгкой, конной, мортирной, горной и тяжёлой, а равно в конных и артиллерийских частях казачьих войск». Этими правилами было установлено, что к производству в следующий чин независимо от вакансий представляются офицеры только до подполковника включительно, а полковники, в соответствие со ст. 4 Правил, удостаиваются «к пожалованию старшинства в этом чине». Таким образом, чин «полковник» М.И. Лебедеву был присвоен ранее, возможно 27 сентября 1918 г.. 
В 1919 г. принимал участие в боях в Донецком каменноугольном районе. В ходе летнего наступления Добровольческой армии – бои за Харьков, Белгород, Курск и Орёл.
За смелость, проявленную при спасении бронепоезда «Офицер», повреждённого в ходе боя с красным бронепоездом 16 июля 1919 г. в районе станции Герцовка ЮЖД, отмечен командующим Добровольческой армией генерал-лейтенантом В. Май-Маевским.
Затем – Кубань, Новороссийск, Северная Таврия и Крым. Во время т.н. «Новороссийской катастрофы» – панической эвакуации ВСЮР из Новороссийска в марте 1920 г., сумел организовать эвакуацию команды бронепоезда в Крым.
В 1921 г. за бои в Северной Таврии награжден орденом Св. Николая Чудотворца II ст. 
За то, что 25 мая 1920 года, он на рассвете, будучи начальником авангарда из двух лёгких бронепоездов и лично командуя головным бронепоездом «Офицер», выдвинулся со станции Сальково впереди наших войск и ещё в темноте атаковал ст. Ново-Алексеевку, занятую двумя лёгкими и двумя тяжелыми бронепоездами противника. Сойдясь на близкую дистанцию и всё время уменьшая её, полковник Лебедев, не взирая на сильный огонь противника, лично руководя стрельбой, вступил в бой с превосходными по количеству и по силе артиллерии бронепоездами противника, сблизившись с ними на дистанцию менее сорока сажень [85 м]. Бронепоезда противника бежали, причем два из них были совершенно разбиты. Заняв станцию, не имея никакого десанта, полковник Лебедев оставил на ней один бронепоезд дожидаться подхода наших войск, а сам на другом пустился в преследование противника, гоня с боем его бронепоезда, самостоятельно исправляя путь, расстреливая отходящие части противника и забирая пленных. Уйдя от ст. Н. Алексеевки свыше 25-ти верст, захватил ст. Рыково и вёл бой до рассвета следующего дня. На следующий день в той же должности, сбив неприятельскую батарею, преграждавшую ему путь, и исправив под огнём пути, захватил станцию Юрицыно, а после упорного боя и станцию Сокологорное, на которой разбил и взял в плен неприятельский тяжелый бронепоезда № 4.

### В эмиграции
1 ноября 1920 г. эвакуировался из Севастополя на пароходе «Саратов» в Галлиполи (Гелиболу, Турция). В строевом отношении в эмиграции - в составе 6-го отдельного бронепоездного артиллерийского дивизиона, сформированного из членов команд бронепоездов. 27 ноября 1921 г. на большом пассажирском пароходе «Ак Дениз» дивизион переправлен в Болгарию, а осенью 1925 г. переведён во Францию (Париж), где был реорганизован в общество «6-го бронепоездного артиллерийского дивизиона».
В Париже работал шофером такси. Член Союза русских шоферов такси.
Активный член Общества галлиполийцев и французского отдела РОВС. В 1938 г. в Париже под его председательством прошло заседание, посвященное 20-летию основания первых бронепоездов Добровольческой армии.
Много лет жил и умер в пригороде Парижа Булонь-сюр-Сен. Похоронен на кладбище в  Сент-Женевьев-де-Буа (могила № 2211).

## Награды
- Светло-бронзовая медаль в память 100-летия Отечественной войны на Владимирской ленте (ВП 28.08.1912)
- Орден Святой Анны 4-й ст. с надписью «за храбрость» (ВП 24.03.1915)
- Орден Святого Станислава 3-й ст. с мечами и бантом (ВП 24.03.1915)
- Орден Святой Анны 2-й ст. с мечами (ВП 14.05.1915)
- Орден Святого Станислава 2-й ст. с мечами (ВП 14.05.1915)
- Орден Святого Владимира 4-й ст. с мечами и бантом (ВП 1.09.1915)
- Орден Святой Анны 3-й ст. с мечами и бантом (ВП 4.09.1915)
- чин «капитан» – 15 июня 1916 г. (ВП 19.10.1916)
- 2-а Высочайших благоволения
- Георгиевский крест 4-й ст. с лавровой веткой № 672580 (сентябрь 1917, Революционная армия свободной России))
- Орден Святителя Николая Чудотворца II ст. (Приказ Главнокомандующего Русской армией от 2 августа 1921 г. № 242)